# キングの報酬
『キングの報酬』（キングのほうしゅう、Power）は、1986年に公開されたアメリカ合衆国の映画で、監督はシドニー・ルメット、出演はリチャード・ギア、ジーン・ハックマン。デヴィッド・ヒメルスタインによるオリジナル脚本は、政治腐敗をベースに、政治家とそれを管理する人間が振るう影響力に焦点を当てている。
この作品でデンゼル・ワシントンは、1987年のNAACP・イメージ賞で優秀助演男優賞を獲得した。反面、ベアトリス・ストレイトは、ゴールデン・ラズベリー賞最低助演女優賞にノミネートされる。

## 概要
ピート・セントジョン（リチャード・ギア）、過激なパフォーマンスで成功した選挙のメディア・コンサルタント、オハイオ州の実業家ジェローム・ケード (J・T・ウォルシュ）、セントジョンの友人でオハイオ州上院議員のサム・ハッシングス(E・G・マーシャル)。そのサムの引退のために空席となった空いた上院議員の議席をめぐって選挙戦が勃発する。
セントジョンは、ケードの雇っている広報専門家アーノルド・バイリングス（デンゼル・ワシントン）の指名で、この議席争いに参戦することになる。。しかし、ケイドはバイリングスに、セントジョンの身元調査をさせる。彼のオフィスの電話を盗、彼のプライベート・ジェットの領収を改ざんなど、様々な干渉をされる。のちにこれらがバイリングスによって計画されたくじであることを知ったセントジョンは、他のクライアントと干渉することによって報復する。
セントジョンは、疎遠になっていた元妻のエレン・フリーマン（ジュリー・クリスティ）と、彼の元同僚であった ウィルフレッド・バックリー (ジーン・ハックマン) が、彼の成功の犠牲者であったことに気づかされ、自分のすべてが正しかったかどうかを考えさせられる。

## あらすじ
ピート・セントジョン(リチャード・ギア)は、業界一の評判を誇る選挙のコンサルタント。あらゆる効果的な手段を使ってクライアントを当選させてきた。その報酬は1カ月2万5000ドル＋諸経費と、高収入であった。
セントジョンは、南米の大統領選で劣勢だったクライアントを、メディアを利用した奇抜なアイデアで、優勢に巻き返す。そして、プライベート・ジェットで、ニューヨークにあるオフィスに戻ってきていた。そしてその夜は、秘書のシドニー・ベターマン(ケート・キャプショー)と一夜を過ごし、疲れを癒していた。
ある日、古くからの友人で太陽熱発電計画を推進している、オハイオ州上院議員のサム・ハッシングス(E・G・マーシャル)に呼ばれる。彼は、病気を理由に出馬表明を撤回し、引退すると言う。
そして、その後任の議席を狙って、激しい選挙戦が始まり、アラブの首長の実業家ジェローム・ケード(J・T・ウォルシュ)が出馬を表明する。彼の会社が雇っている黒人広報専門家のアーノルド・バイリングス(デンゼル・ワシントン)は、コンサルタントにセントジョンの名前を挙げる。
ピートはケードのアシストを引き受けることになるのだが、バイリングスは彼に不信感を抱き、電話に盗聴器を仕掛けたり、彼の事務所の調査などをし、監視をするのだった。
その頃、セントジョンの元妻で、新聞記者のエレン・フリーマン(ジュリー・クリスティ)が、サムの妻クレア(ベアトリス・ストレイト)から、サムの引退の本当の理由を聞かされる。
そして、他の立候補者として、大学教授であるフィリップ・アーロンズ(マット・サリンジャー)も動き始めていた。彼は政治は素人であるが、これまでの政治の流れを変えるために、新しい血として周囲から後押しされての出馬だった。
ピートの先輩コンサルタントだったヴィルフレッド・バックリー(ジーン・ハックマン)は、現在アルコール中毒ぎみで、雇い主からクビにされていた。アーロンズ教授は、有能なコンサルタントはほとんど、政治的な後ろ盾のある候補者に取られていたため、
ヴィルフレッドを雇うことになる。
その後、ピートはクレアから、アーノルドの陰謀を聞かされ、愕然とする。サムはバイリングスによって、借金地獄に陥れられていた。これまで自分がしていた仕事に対して、何か矛盾とむなしさを感じるのだった。
そして、彼はケードとの契約を解消し、アーロンズ教授の元に向うと、自分の自然な姿を市民に見せればいいと、アドバイスするのだった。

## キャスト
| 役名                       | 俳優                   | 日本語吹替                                                              |
| 役名                       | 俳優                   | フジテレビ版                                                            |
| -------------------------- | ---------------------- | ----------------------------------------------------------------------- |
| ピート・セントジョン       | リチャード・ギア       | 小川真司                                                                |
| スティエレン・フリーマン   | ジュリー・クリスティ   | 一柳みる                                                                |
| ウィルフレッド・バックリー | ジーン・ハックマン     | 仁内建之                                                                |
| シドニー・ベターマン       | ケイト・キャプショー   | 高島雅羅                                                                |
| アーノルド・バイリングス   | デンゼル・ワシントン   | 田中正彦                                                                |
| サム・ハッシングス         | E・G・マーシャル       | 筈見純                                                                  |
| クレア・ハッシングス       | ベアトリス・ストレイト | 花形恵子                                                                |
| ウォレス・ファーマン       | フリッツ・ウィーヴァー | 塚田正昭                                                                |
| アンドレア・スタナード     | マイケル・ラーネッド   | 中江真司                                                                |
| ジェローム・ケード         | J・T・ウォルシュ       | 藤城裕士                                                                |
| フィリップ・アーロンズ     | マット・サリンジャー   | 喜多川拓郎                                                              |
| その他                     |                        | 島美弥子 戸谷公次 秋元千賀子 小関一 広瀬正志 巴菁子 瀬畑奈津子 叶木翔子 |
|                            |                        |                                                                         |
| 演出                       |                        | 蕨南勝之                                                                |
| 翻訳                       |                        | 高橋京子                                                                |
| 調整                       |                        | 近藤勝之                                                                |
| 担当                       |                        | 宮澤徹                                                                  |
| 制作                       |                        | ニュージャパンフィルム                                                  |
| 初回放送                   |                        | 1990年2月7日 『水曜映画劇場』                                           |